# Climat montagnard
 (juin 2018).
Si vous disposez d'ouvrages ou d'articles de référence ou si vous connaissez des sites web de qualité traitant du thème abordé ici, merci de compléter l'article en donnant les références utiles à sa vérifiabilité et en les liant à la section « Notes et références ».

Carte des climats mondiaux.

Le climat montagnard est un climat propre aux diverses régions de montagne, indépendamment de la zone climatique où elles se situent. Il se caractérise par des hivers froids et des étés frais et humides.
Dans chaque zone climatique, les rythmes thermiques et pluviométriques du milieu montagnard sont proches de ceux des plaines voisines, mais les températures sont plus faibles, et les précipitations augmentent au moins jusqu'à une altitude qualifiée d'optimale. L'exposition et la vigueur du relief apportent aussi des nuances importantes.
La pression atmosphérique et la densité de l'air diminuent avec l'altitude suivant une loi logarithmique, car l'air a tendance à se tasser au voisinage de la surface du globe. Le rayonnement solaire qui arrive sur un substrat est donc plus important en montagne qu'en plaine à la même latitude, car il y a moins d'absorption : vers 3 000 m, aux moyennes latitudes, ce rayonnement est équivalent à celui qui arrive sur une plaine à l'équateur.

## Des températures plus faibles
La température diminue avec l'altitude essentiellement à cause de la baisse de la pression atmosphérique. En effet, plus on monte en altitude, plus la pression atmosphérique est faible. La température d'un gaz étant lié à sa pression, une baisse de la pression induit un refroidissement important de l'air. Ce phénomène est utilisé notamment par les réfrigérateurs, tandis qu'une augmentation de la pression induira une augmentation de la température. La raréfaction de l'air limite également l'absorption des radiations infrarouges, issues de l'absorption des radiations solaires par le sol (moins d'effet de serre), mais à bien moindre échelle que le phénomène induit par la pression atmosphérique.
Le gradient thermique moyen est d'environ 0,6 °C tous les 100 m. La température varie d'une valeur d'environ 1 °C pour 100 m, lorsque l'humidité relative de l'air est inférieure à 100 % (air sec), à une valeur d'environ 0,5 °C pour 100 m, lorsque l'air est saturé. La qualité hygrométrique de l'air est donc déterminante et en général, le gradient thermique tourne autour de 1 °C pour 100 m en bas de versant et de 0,5 °C pour 100 m lorsque l'air devient saturé.
Les montagnes sont des îlots de froid, aussi bien sous les moyennes que sous les basses latitudes. L'isotherme annuelle 0 °C se situe vers 600 m au niveau du cercle polaire, entre 2 700 m et 3 000 m sous les moyennes latitudes, et vers 5 000 m à l'équateur. Mais les effets du froid dans chacune de ces zones ne sont pas vraiment comparables car les rythmes quotidiens sont différents.
Sous les moyennes latitudes, en été, les températures sont douces ou chaudes le jour, fraîches la nuit. L'hiver est nettement plus froid et les amplitudes quotidiennes sont plus faibles. Au-dessus de 2 000 m, le milieu est peu hospitalier pour l'homme mais propice au développement des sports d'hiver. Par exemple, dans la vallée de l'Arve, à Chamonix-Mont-Blanc (1 037 m d'altitude), la moyenne de janvier est de −5,8 °C et le nombre moyen de jours de gel, de 187 ; au Sonnblick (Alpes autrichiennes), à 3 326 m, la moyenne de février est de −13,5 °C et le nombre de jours de gel, est supérieur à 300.
Sous les latitudes tropicales, les amplitudes annuelles (ATA) sont moins fortes que les amplitudes quotidiennes (ATQ): toute l'année, les journées sont chaudes et les nuits fraîches. Les montagnes d'altitude moyenne sont des îlots de fraîcheur et ont souvent été choisies, autrefois, comme lieu de résidence par les colons européens (Nairobi au Kenya, Darjeeling en Inde...).
Enfin, sous les hautes latitudes, les montagnes sont, en permanence, des régions froides.

## Oppositions de versant
L'influence de l'exposition au rayonnement solaire et la vigueur du relief apportent des nuances fondamentales, surtout sous les moyennes latitudes. En effet, dans la zone intertropicale, les contrastes thermiques entre versants sont beaucoup plus faibles car les rayons du soleil sont plus proches de la verticale. Vers l'équateur, dans les régions ensoleillées, la course du soleil fait que les glaciers ont tendance à se trouver principalement sur les versants nord et sud.

### Ubacs et adrets
Sous les moyennes latitudes, les vallées profondes et étroites ne reçoivent les rayons du soleil qu'en milieu de journée. L'hiver, elles peuvent même rester totalement à l'ombre pendant plusieurs semaines. Les contrastes thermiques entre versants sont importants lorsque les reliefs sont orientés est-ouest. Les versants qui regardent vers les pôles sont beaucoup moins ensoleillés que ceux qui sont tournés vers l'équateur. Les premiers (ubacs, ombrés ou envers) reçoivent le soleil très obliquement, ils sont frais et souvent à l'ombre et généralement abandonnés à la forêt. Les seconds (adrets, endroits ou soulane) reçoivent plus d'énergie solaire, ils sont donc plus chauds et sont bien souvent cultivés et habités par les hommes. Le contraste adret/ubac est particulièrement visible dans les régions montagneuses ensoleillées.

### Angle d'incidence des rayons solaires
L'angle d'incidence des rayons du soleil varie avec l'exposition et les saisons. Lorsqu'en milieu de journée les rayons solaires ont une inclinaison d'environ 55°, l'adret, avec une pente de 35°, reçoit le rayonnement perpendiculairement, alors que sur l'ubac, avec une pente équivalente, l'angle n'est que de 20°. La quantité d'énergie par unité de surface est donc nettement plus faible, d'autant plus que la réflexion augmente lorsque l'angle d'incidence diminue. Dans ces conditions, l'énergie reçue par unité de surface varie dans un rapport de 1 à 10 entre les deux versants. Heureusement, le brassage de l'air atténue fortement les contrastes thermiques qui en découlent.

### Versant au vent, versant sous le vent
L'exposition des versants par rapport aux flux humides joue un rôle capital. Dans les régions occidentales des moyennes latitudes, les versants exposés aux masses d'air humide et aux perturbations venant de l'ouest (versant au vent) sont nettement plus arrosés que les versants exposés à l'est (versant sous le vent), abrités par la chaîne montagneuse. Après avoir franchi les reliefs, l'air a perdu une grande partie de son humidité, d'où un temps nettement plus sec dans les régions sous le vent.
De manière plus occasionnelle, un flux d'air forcé à franchir une barrière montagneuse peut être à l'origine d'un effet de Foehn de l'autre côté de la montagne, s'il redescend après le passage de la barrière. Il se comprime, se réchauffe et s'éloigne du point de saturation (point de rosée), d'où un vent sec et chaud, soufflant en rafales très violentes : c'est le cas du chinook, dans les Rocheuses septentrionales, ou du foehn, sur le versant septentrional des Alpes.
Dans la zone intertropicale humide, lorsque les flux d'alizé ou de mousson rencontrent des barrières montagneuses, les précipitations augmentent considérablement : Cherrapunji (Inde), sur les contreforts de l'Assam, avec ses 11 m de précipitations annuelles, en est le meilleur exemple. Les contrastes entre versants sont parfois saisissants : des rapports de 1 à 5 entre les précipitations des versants au vent et celles des versants sous le vent sont habituels lorsque les reliefs ont une orientation perpendiculaire aux flux dominants (exemples : Antilles, île de La Réunion, Madagascar, Philippines, Hawaii).

## Climat d'abri
À l'intérieur ou à proximité des massifs montagneux, les vallées et bassins abrités sont soumises à un climat plus sec et plus continental que l'avant-pays exposé aux vents dominants.

### Inversions thermiques
Dans les vallées, les cuvettes et les bassins intramontagnards, par temps anticyclonique, les brises thermiques sont courantes. Dans les régions où ces types de temps sont fréquents, les inversions thermiques (air plus froid dans les parties basses) influent sur la moyenne des températures. En hiver, elles sont responsables d'une accumulation d'air froid, surtout lorsque l'évacuation de celui-ci est difficile. Par exemple, à Clermont-Ferrand (329 m d'altitude), la température minimale moyenne de janvier est de −2,8 °C alors qu'à quelques kilomètres de là, au sommet du puy de Dôme (1 465 m), elle n'est que de −2,5 °C. Les inversions thermiques apparaissent à des échelles spatiales différentes, depuis les petites cuvettes jusqu'aux grands bassins intramontagnards.

### Une continentalité accrue
Dans les régions tempérées, les vallées ou les cuvettes abritées des vents dominants par des montagnes sont soumises à un climat nettement plus continental que les plaines non abritées ou les versants exposés. Les hivers sont plus froids et plus secs que dans les zones non abritées, et les étés sont plus chauds avec des orages quelquefois fréquents, qui ne compensent pas toujours la sécheresse hivernale. En France, les plaines de la Limagne et du Forez sont des régions abritées, ainsi que l'Alsace et les hautes vallées des Alpes du nord, auxquelles on peut ajouter les Alpes du Sud ou la Cerdagne. Ainsi, l'amplitude thermique annuelle est d'environ 17 °C à Lyon et 24 °C à Turin.

### Ombre pluviométrique
L'ombre pluviométrique est un phénomène météorologique qui se produit sur le versant d'une montagne qui n'est pas soumis au flux direct des masses d'air humide. Alors que le versant au vent de la montagne est copieusement arrosé lors de l'arrivée de masses d'air humide menant à la formation de nuages et de précipitations, le côté protégé des vents reste beaucoup plus au sec car l'humidité atmosphérique s'est déjà déposée sur le versant face au vent au moment où la masse d'air arrive. Le phénomène est lié à l'effet de foehn.

## Climat de montagne et apparenté
À l'approche des montagnes et sur le versant au vent, l'amplitude thermique annuelle diminue, la pluviométrie annuelle moyenne augmente et les chutes de neige et le gel sont plus fréquents.
Cette influence se distingue de celle du climat semi-continental ou continental d'abri sur le versant sous le vent, plus sec et avec une amplitude thermique annuelle plus élevée.
Par exemple, Épinal est typiquement sur le versant au vent du massif des Vosges alors que Colmar, ville deux fois plus sèche est sur le versant sous le vent du massif.

## Précipitations et humidité
En montagne, les précipitations augmentent en fréquence et en intensité. En effet, les reliefs imposent une ascendance des masses d'air qui se traduit par un refroidissement, par la condensation de la vapeur d'eau et donc par la création de nuages.

### Gradient pluviométrique
Beaucoup moins régulier que le gradient thermique, le gradient pluviométrique fluctue sensiblement avec l'exposition des versants par rapport aux flux humides. Dans les Alpes du Nord par exemple, il varie de 50 à 200 mm pour 100 m. Cette augmentation se poursuit jusqu'à un optimum pluviométrique qui varie en fonction de la nature des masses d'air et des perturbations : dans les Alpes du Nord, l'altitude de ce seuil se situe entre 2 700 et 3 000 m alors qu'il tourne autour de 3 500 m sur les flancs du Kilimandjaro (Tanzanie).

### Humidité de l'air
La teneur en vapeur d'eau de l'air diminue rapidement avec l'altitude : à 3 000 m, l'humidité absolue est en moyenne trois fois plus faible qu'au niveau de la mer. Le point de rosée étant tributaire de la température de l'air, en haute montagne, l'humidité relative peut passer d'une valeur forte (plus de 90 %), en fin de nuit lorsque l'air est froid, à une valeur très faible (moins de 20 %), en milieu de journée lorsque la température est plus élevée.

### Neige
La part des précipitations neigeuses augmente aussi vite avec l'altitude. Sur les versants bien exposés, la hauteur cumulée des chutes de neige est importante (10 m dans la vallée de Chamonix). L'épaisseur de la neige représente environ le dixième en eau liquide. Le manteau neigeux intensifie la réflexion des rayons solaires, les températures sont donc plus basses. Des anticyclones thermiques se mettent en place et ils entretiennent un temps sec et froid. Le maintien du manteau neigeux est fonction de la masse de neige et de la température de l'air.
En haute montagne, l'enneigement dure plusieurs mois. Il devient permanent aux alentours de 1 000 m à la latitude du cercle polaire, de 2 000 m à 4 000 m aux moyennes latitudes (45° N). Sous les latitudes intertropicales, le seuil se situe autour de 5 000 m à l'équateur (Kilimandjaro) et de 6 000 m sous les tropiques (cordillère des Andes), plus sèches.
Sous les moyennes latitudes, l'exposition joue un rôle important sur la fonte. Des écarts de quelques centaines de mètres du niveau inférieur de la neige sont habituels entre les versants bien ensoleillés et les versants qui restent à l'ombre une grande partie de la journée.